# 和式時鐘

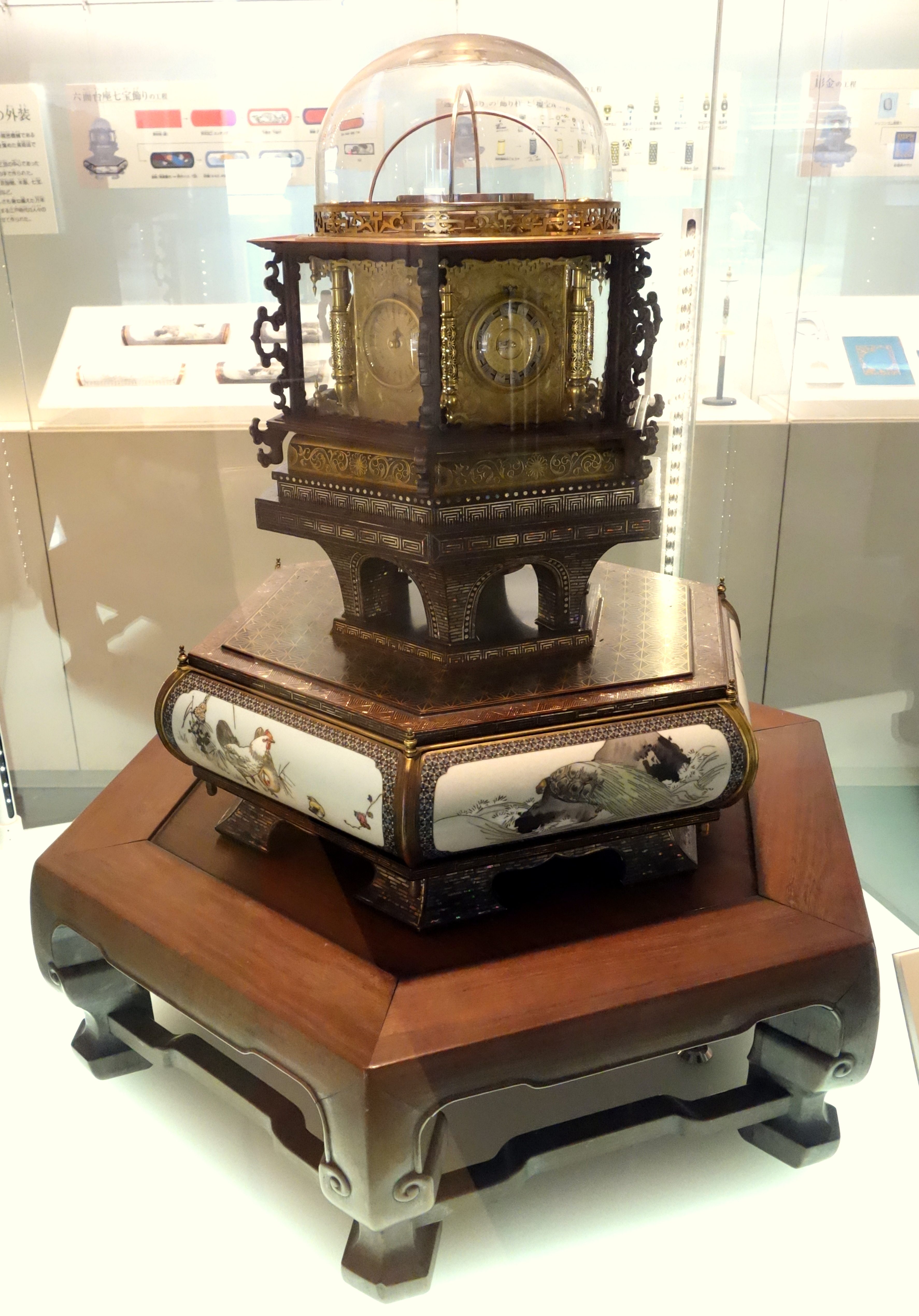
田中久重的萬年自鳴鐘，1851年製成

和式時鐘（日语：／ Wadokei */?）是在江戶時期到明治初期以前於日本使用的機械式時鐘。雖名為「和式」，但事實上是十六世紀到日本宣教的西班牙籍天主教耶穌會教士方濟·沙勿略首先從歐洲帶到日本獻給大內義隆的，不過因為計時方式與日本慣用的不定時法不同，實用性不高，直到日本人改良後才成為大名與富裕階層所購買的奢侈品。從1873年日本因為明治維新推行西化運動，大力採用西曆和西方的時鐘，和式時鐘正式走入了歷史。